# Центральный (Карталинский район)
Центра́льный — посёлок в Карталинском районе Челябинской области России. Административный центр Полтавского сельского поселения.

## География
Посёлок расположен на берегу реки Карталы-Аят, на расстоянии 8 км к востоку от города Карталы, административного центра района.

## Население
| 2002 | 2010  |
| ---- | ----- |
| 1459 | ↘1373 |

### Половой состав
По данным Всероссийской переписи, в 2010 году численность населения посёлка составляла 1373 человека (651 мужчина и 722 женщины).

## Улицы
| - пер. Железнодорожный, - ул. Заречная, - ул. Зелёная, - ул. Мира, | - ул. Набережная, - ул. Новостроющая, - пер. Спортивный, - ул. Труда, | - ул. Центральная, - пер. Центральный, - пер. Юбилейный. |